# 月刊 風とロック
『月刊 風とロック』（げっかん かぜとロック）は、風とロックが発行するフリーペーパー。編集長はクリエイティブディレクターの箭内道彦。2005年4月創刊。タワーレコード全国27店舗（2013年6月4日時点）で配布。

## 概要
タワーレコード「NO MUSIC, NO LIFE.」、リクルート「ゼクシィ」、DUNLOPなどの広告制作を手がけるクリエイティブディレクター、箭内道彦により2005年4月創刊。毎月、発行されるや即日配布が終了してしまう程の、きわめて入手困難なフリーペーパーとして、10代後半〜20代の若者に熱狂的ファンを持つ。
企画、撮影、インタビュー、編集、デザイン、全て自ら行っている。
ミュージシャン、女優、俳優、アイドル、お笑い芸人等、ジャンルは様々だが、本人曰く「好きなもの以外、一切のせない」。
2011年3月11日東日本大震災発生後、印刷費を義援に充て制作時間を支援に使うため、一時不定期での発行となったが、2012年1月から毎月の通常発行に戻った。

## 特集

### 2005年
- 創刊号　峯田和伸（銀杏BOYZ）山口隆（サンボマスター）
- 5月号　スネオヘアー
- 6月号　UA
- 7月号　アンガールズ
- 8月号　忌野清志郎
- 9月号　RIP SLYME
- 10月号　浅野忠信
- 11月号　奥田民生　木村カエラ
- 12月号　U.N.O.BAND

### 2006年
- 1月号　峯田和伸
- 2月号　リリー・フランキー
- 3月号　ASIAN KUNG-FU GENERATION
- 4月号　サンボマスター
- 5月号　スネオヘアー　戸田菜穂
- 6月号　チン中村（敏感少年隊/銀杏BOYZ）
- 7月号　リップスライムとくるり
- 8月号　福山雅治
- 9月号　オダギリジョー
- 10月号　村井守（銀杏BOYZ）
- 11月号　ザ・クロマニヨンズ
- 12月号　グループ魂

### 2007年
- 1月号　ROMANES
- 2月号　木村カエラ
- 3月号　YO-KING先輩
- 4月号　安孫子真哉（銀杏BOYZ）
- 5月号　忌野清志郎
- 6月号　ENDLICHERI☆ENDLICHERI
- 7月号　松岡修造
- 8月号　樹木希林
- 9月号　東京事変
- 10月号　風商
- 11月号　渡辺健二
- 12月号　リップスライム一軍

### 2008年
- 1月号　サンボマスター
- 2月号　ザ・バックホーン
- 3月号　木村カエラ
- 4月号　TOKYO MOOD PUNKS
- 5月号　トリプル オルタナティヴズ（長澤まさみ・上野樹里・瑛太）
- 6月号　チャットモンチー
- 7月号　破壊
- 8月号　斉藤和義
- 9月号　JAPAN-狂撃-SPECIAL
- 10月号　weezer
- 11月号　オノ・ヨーコ
- 12月号　風とロックと女

### 2009年
- 1月号　エイプリル・フール
- 2月号　ユニコーン
- 3月号　チャットモンチー
- 4月号　オダギリジョー
- 5月号　黒猫チェルシー
- 特別増刊　忌野清志郎
- 6月号　椎名林檎
- 特別増刊二　忌野清志郎
- 7月号　矢沢永吉
- 8月号　斉藤和義と猫
- 9月号　福山雅治
- 10月号　怒髪天
- 11月号　長澤まさみ
- 12月号　福島 ※「207万人の天才。風とロックFES 福島」特集

### 2010年
- 1月号　峯田和伸
- 2月号　ザ・バックホーン
- 3月号　YUKI
- 4月号　サンボマスター
- 5月号　BRAHMAN / EGO-WRAPPIN'
- 6月号　矢沢永吉
- 7月号　成海璃子
- 8月号　吉高由里子
- 9月号　猪苗代湖ズ
- 10月号　風とロック芋煮会
- 11月号　松山ケンイチ
- 12月号　Merry Christmas ＆ A Happy New Year　※表紙：長澤まさみ

### 2011年
- 1月号　グループ魂
- 2月号　RADWIMPS
- 3月号　サンボマスター　怒髪天　※制作費を被災地に寄付するため、急遽２つ折りの冊子で発行。
- 4月号　祝 生誕六十周年 忌野清志郎
- 怒髪天号（2011年8月19日発行）
- LIVE福島特別号（2011年12月16日〜）※風とロック史上初の「定価0円ではない風とロック」。福島県復興開拓舎 ふろんてぃ屋[2]にて、限定871冊販売。

### 2012年
- 1月号　猪苗代湖ズ
- 2月号　又吉直樹
- 3月号　高橋優
- 4月号　風とロックと長澤まさみとジャイアンツ
- 5月号　柏木由紀写真集「ゆ、ゆ、ゆきりん…」（撮影／アートディレクション 箭内道彦）発刊記念号
- 6月号　ももいろクローバーZ
- 7月号　夏休み！　※表紙：増子直純
- 8月号　栗本ヒロコ
- 9月号　2012年8月18日午前0時 成海璃子が20歳になる瞬間の記録
- 10月号　風とロック芋煮会
- 11月号　MONGOL800
- 12月号　RHYMESTER

### 2013年
- 1月号　風とロック福島 LIVE福島 CARAVAN日本
- 2月号　BRAHMAN
- 3月号　猪苗代湖ズ
- 4月号　樹木希林
- 5月号　怒髪天
- 6月号　TOSHI-LOW＆りょう 十周年結婚祝宴記念号
- 7月号　北三陸鉄道
- 8月号　MAN WITH A MISSION
- 9月号　福山雅治＆リリー・フランキー＆是枝裕和